# Annaka
Annaka (安中市, Annaka-shi) est une ville de la préfecture de Gunma, au Japon.

## Géographie

### Situation
Annaka est située à l'ouest de la préfecture de Gunma, au pied du col d'Usui.

### Municipalités limitrophes
| Karuizawa | Takasaki | Takasaki |
| Karuizawa | Annaka   | Takasaki |
| Shimonita | Tomioka  | Tomioka  |

### Démographie
En décembre 2019, la population d'Annaka s'élevait à 57 382 habitants, répartis sur une superficie de 276,31 km2.

### Climat
Annaka a un climat continental humide caractérisé par des étés chauds et des hivers froids avec de fortes chutes de neige. La température moyenne annuelle est de 13,9 °C. La pluviométrie annuelle moyenne est de 1 227 mm, septembre étant le mois le plus humide.

## Histoire
La région actuelle d'Annaka faisait partie de la province de Kōzuke. Pendant l'époque d'Edo, Annaka était le centre du domaine d'Annaka, un domaine féodal détenu par le clan Itakura, et prospérait grâce à son emplacement sur le Nakasendō reliant Edo à Kyoto.
Le bourg moderne d'Annaka a été fondé le 1er avril 1889. Il obtient le statut de ville le 1er novembre 1958.

## Culture locale et patrimoine
- Col d'Usui
- Usuitouge Railway Heritage Park

## Transports
La ville d'Annaka est desservie par la ligne Shinkansen Hokuriku à la gare d'Annaka-Haruna. Elle est également desservie par la ligne principale Shin'etsu.

## Jumelage
Annaka est jumelée avec Kimberley au Canada.